# Gamma Virginis
Pour les articles homonymes, voir Porrima.
Désignations
γ Vir A : HR 4825, HD 110379, SAO 138917, LHS 2604, LTT 4843, GC 17270, LFT 937

Gamma Virginis (γ Vir / γ Virginis) dans la Désignation de Bayer, et 29 Virginis dans la désignation de Flamsteed. est une étoile binaire de la constellation de la Vierge. Elle est constituée de deux étoiles de la séquence principale quasiment identiques, de type spectral F0 V, situées à environ 38 années-lumière de la Terre.

## Nomenclature
Porrima est aujourd'hui le nom retenu pour Gamma Virginis / γ Vir par l'Union astronomique internationale (UIA). Ce nom grec est celui de la déesse des Accouchements et du Futur dans la mythologie romaine. Il est introduit comme nom d’étoile à la fin du XIXe siècle, et relevé par Richard Hinckley Allen.
Cette étoile possède un second nom, Zawiat al Awwa dans plusieurs catalogues du XIXe siècle, ainsi que le note Richard Hinckley Allen. Tout comme pour l’étoile Beta Virginis / β Vir, nommée Zavijava, le nom fut introduit à partir de la transcription Zawiyat AlAuwá donnée par Thomas Hyde (1665) dans sa traduction du traité d'al-Tīzīnī ‘l-Muwaqqit (1533), en annexe de celle du یجِ سلطانی Zīğ-i Sulṭānī ou « Tables sultaniennes » d’Uluġ Bēg (1437) du traité d’Uluġ Bēg (1437). C’est à l’origine l’arabe زاوية العواء Zāwiya al-ᶜAwwā’, littéralement « l’Angle du Hurleur », sachant qu'al-ᶜAwwā’, littéralement « le Hurleur », qui désigne le groupe βηγδε Vir et se présente sous la forme d’un angle ouvert, constitue la XIIIe des stations lunaires (manāzil al-qamar).

## Propriétés
Gamma Virginis est une étoile binaire, constituée de deux étoiles ayant des magnitudes apparentes presque égales de 3,48 et de 3,50, et un type spectral F0V. Avec une période orbitale de 168,68 ans (calculée par Heintz à l'observatoire Sproul en 1990), c'était un objet facile pour les astronomes amateurs jusqu'au début des années 1990, mais ensuite la plus faible distance apparente entre les étoiles nécessitait un grand télescope. Le dernier passage au périapse remonte à 1836. Leur distance apparente est de nouveau assez grande depuis 2020 pour les distinguer avec un petit télescope. Le système d'étoiles possède une magnitude apparente combinée de 2,9 et est situé à 38 années-lumière du Soleil.
Comme Gamma Virginis est voisine de l'écliptique, elle peut être occultée par la Lune et (extrêmement rarement) par les planètes.

## Variations de la distance et de l'angle de position
Le tableau ci-dessous fournit la distance apparente entre les deux étoiles et leur angle de position relatif : les trois premières colonnes présentent les valeurs prédites à partir d'une orbite calculée en 1937, les trois colonnes suivantes donnent les observations fournies par l'observatoire Hanwell Community.
| Prédiction à partir de l'orbite de Strand en 1937 | Prédiction à partir de l'orbite de Strand en 1937 | Prédiction à partir de l'orbite de Strand en 1937 | Observations de 2003 à 2005 | Observations de 2003 à 2005 | Observations de 2003 à 2005 |
| Année                                             | distance                                          | angle de position                                 | Date                        | distance                    | angle de position           |
| ------------------------------------------------- | ------------------------------------------------- | ------------------------------------------------- | --------------------------- | --------------------------- | --------------------------- |
| 1995                                              | 2,5"                                              | 280                                               |                             |                             |                             |
| 2000                                              | 1,8"                                              | 267                                               |                             |                             |                             |
| 2002                                              | 1,5"                                              | 259                                               |                             |                             |                             |
| 2003                                              |                                                   |                                                   | Dec. 2003                   | 0,6 arcsec.                 | 219°                        |
| 2004                                              | 1,2"                                              | 246                                               | Dec. 2004                   | 0,4 arcsec.                 | 177°                        |
| 2005                                              |                                                   |                                                   | Avril 2005                  | 0,27-0,29"                  | 161±0,6°                    |
| 2006                                              | 0,8"                                              | 221                                               |                             |                             |                             |
| 2008                                              | 0,4"                                              | 126                                               |                             |                             |                             |
| 2010                                              | 0,9"                                              | 44                                                |                             |                             |                             |